# پرومتسورلای
پرومتسورلای (به آلمانی: Prümzurlay) یک شهر در آلمان است که در بیتبورگ-پروم واقع شده‌است.